# Micrapatetis icela
Micrapatetis icela är en fjärilsart som beskrevs av Turner 1920. Micrapatetis icela ingår i släktet Micrapatetis och familjen nattflyn. Inga underarter finns listade i Catalogue of Life.